# Petr Blažek (moderní pětibojař)
Petr Blažek (* 30. března 1961 Praha) je bývalý český moderní pětibojař, který reprezentoval Československo i Česko. 
Vybojoval bronz na mistrovství světa v roce 1989 a stříbro na mistrovství Evropy v roce 1993. Podílel se též na bronzu českého družstva na MS 1989, stříbře družstva na ME 1993 a na bronzu štafety na ME 1987. Zúčastnil se olympijských her v Barceloně roku 1992, kde v závodě jednotlivců skončil na 14. místě a podílel se též na 9. místě československého družstva. Dvakrát se v anketě Sportovec roku umístil v první desítce (1989 – 3. místo, 1993 – 10. místo). V roce 1993 byl vyhlášen českým pětibojařem roku. Byl uveden do Síně slávy českého moderního pětiboje.
Studoval chemii na Přírodovědecké fakultě Univerzity Karlovy v Praze, ale studia nedokončil, když dal přednost sportovní kariéře. Po skončení závodní kariéry se věnoval obchodu a poté se stal novinářem. Sedm let byl redaktorem týdeníku Ekonom, přispíval i do Svobodného slova nebo Rádia Alfa. Poté se začal věnovat oboru public relations, v roce 2007 se stal ředitelem pro strategické komunikace v agentuře Donath-Burson-Marsteller.